# 유양 (제애왕)
제애왕 유양(齊哀王 劉襄, ? ~ 기원전 179년)은 전한 시대의 사람이다. 한고조의 손자로 제나라 왕이며, 부친은 고조의 서장자인 제도혜왕 유비이다. 황실의 장손이고 여씨 정권 타도에 많은 공이 있어, 황제 자리를 두고 문제와 겨루었다.

## 생애
혜제 7년(기원전 188년), 아버지 제도혜왕이 죽고 작위를 이었다. 당시는 여후가 태후, 태황태후로 임조칭제하며 권력을 잡고 있었다.
여후 원년(기원전 187년), 여태를 왕으로 세우기 위해 제남군을 여나라 봉토로 헌납했고, 여후 7년(기원전 181년) 고제의 종제이면서 여씨 일족을 왕으로 세우는 데 동조한 유택을 왕으로 세우기 위해 낭야군을 분할했다.
이듬해 여후가 사망한 후, 여씨 일족이 반란을 계획하고 있다는 사실을 장안에 들어가 있던 동생 성양경왕(당시 주허후)이 알게 되었다. 주허후와 동모후 유흥거는 형 제애왕에게 거병을 재촉해 자신들이 내응하고 형을 황제로 세우고자 하였다.
제애왕은 여씨 일족이 감시역으로 파견한 승상 소평(召平)을 공격해 자살로 내몰고 장인 사균·낭중령 축오·중위 위발과 군사를 일으켰다. 그리고 낭야왕 유택을 속여 유택의 군사를 빼앗고 여나라 땅인 제남군을 공격하고 제후왕들에게 여씨 일족을 규탄하는 편지를 보냈다.
한나라 조정에서는 상국 여산이 대장군 관영을 파견해 토벌하려 했지만 관영은 여씨 일족이 원하는 대로 하지 않았다. 또한 제나라를 공격하는 것은 여씨 일족들이 득을 보는 것이라 생각해, 형양(滎陽)에 주둔하고 제왕을 비롯한 제후왕들에게 여씨 일족이 타도될 때까지 기다리라는 공문을 보냈고, 제애왕은 국경에서 기다렸다.
이윽고 여산·여록 등의 여씨 일족은 주허후와 주발·진평 등에게 죽었다. 대신들은 다음 황제를 누구로 하는가에 대해 논의하기 시작했는데, 제애왕의 어머니의 친정인 사(駟)씨 가문이 악인들이라는 이유로 제애왕은 선택되지 않고 대신 고조의 넷째 아들인 대왕 유항이 추대되었다(문제). 제애왕은 군사를 이끌고 자기 나라로 돌아갔다. 문제는 제애왕이 여씨에게 빼앗긴 낭야군·제남군에 제도혜왕 때에 여씨가 빼앗은 성양군까지 제나라에 돌려주었다.
문제 원년(기원전 179년)에 죽으니 시호를 애(哀)라 하였고, 작위는 아들 유칙이 이었다.

## 출전
- 사마천: 《사기》권52 제도혜왕세가제22